# Everytime I Close My Eyes
«Everytime I Close My Eyes» — п'ятий сингл першого студійного альбому австралійської співачки Ванесси Аморозі — «The Power». В Австралії сингл вийшов 6 червня 2001. На Australian Singles Chart посів 8 місце. В Австралії пісня отримала Золото (ARIA).

## Список пісень
| #  | Назва                                              | Тривалість |
| -- | -------------------------------------------------- | ---------- |
| 1. | «Everytime I Close My Eyes»                        | 3:46       |
| 2. | «Turn To Me»                                       | 3:38       |
| 3. | «By My Side»                                       | 3:30       |
| 4. | «Everytime I Close My Eyes» (альтернативна версія) |            |

## Музичне відео
У відеокліпі показується історія жінки, яка дізналася, що її коханий — злочинець.

## Чарти
| Чарт (2000/01)           | Місце |
| ------------------------ | ----- |
| Australian Singles Chart | 8     |
| Austrian Singles Chart   | 11    |
| German Singles Chart     | 23    |
| Swiss Singles Chart      | 73    |